# Bethann Hardison
Bethann Hardison, née le 30 septembre 1942 , est une mannequin et militante américaine. Après son apparition au défilé The Battle of Versailles Fashion Show (en) en 1973, elle devient l'une des premières mannequins noires de grande notoriété. Elle est également connue pour ses prises de parti en faveur de la diversité dans l'industrie de la mode. Son engagement et sa carrière sont récompensés en 2014 par le CFDA Founders Award.
Elle est la mère de l'acteur Kadeem Hardison.

## Biographie

### Éducation et débuts professionnels
Bethann Hardison naît le 30 septembre 1942, à Brooklyn (New York). Après avoir étudié au lycée George W. Wingate, elle s'inscrit à la Tisch School of the Arts et à la Fashion Institute of Technology (FIT) de New York, mais n'en sort pas diplômée. Pendant une courte période, Bethann Hardison travaille en tant que gardienne de prison à la prison de femmes de Bedford Hills. Dans les années 1960, elle est vendeuse à Garment District, le quartier de la mode de New York.

### Révélation dans le milieu de la mode
En 1967, elle est découverte par le créateur américain Willi Smith, qui l'embauche comme mannequin de cabine, position qui l'amène rapidement dans les défilés. Avec Beverly Johnson, Iman et Pat Cleveland, Hardison brise la tradition en apparaissant dans les magazines Harper's Bazaar et Vogue dans les années 1970. En 1973, elle participe à The battle of Versailles Fashion Show, défilé historique dans lequel les plus grands créateurs français de l'époque s'opposent aux plus grands créateurs américains.
En 1980, Bethann Hardison rejoint Click, une agence de mannequinat nouvellement créée, en tant qu'agente de réservation. Elle s'occupe de la production des défilés, des relations publiques et contribue en tant qu'éditrice à plusieurs publications.

### Activisme et récompenses
Préoccupée par les politiques de l'industrie de la mode, Hardison devient militante en 1981. Elle fonde la Bethann Management Agency en 1984, dédiée à la diversification dans le milieu de la mode. Avec son amie Iman, également mannequin, elle co-fonde la Black Girls Coalition en 1988, pour défendre les droits des mannequins afro-américaines,. En 1996, elle devient productrice co-exécutive des sitcoms "Between Brothers" et "Livin Large". En 2019, elle est consultante auprès de la maison Gucci et du Conseil des créateurs de mode américains (CFDA).
En récompense de ses contributions à l'industrie de la mode et de sa défense des droits et de la visibilité des mannequins afro-américains, Bethann Hardison reçoit plusieurs prix : First Annual Vibe Style Lifetime Achievement Award (avril 1999), Distinguished Service Award de la Magic Johnson Foundation (1999), Lifetime Achievement Award de l'association The Black Alumni of Pratt de l'Institut Pratt (2003), Woman of Power Legacy Award de la Black Enterprise (2012) et le prix Frederick Douglass pour son travail de promotion de la diversité dans l'industrie de la mode.
En 2014, sa carrière est récompensée par le CFDA Founders Award.